# José Vergara Gimeno
José Vergara Gimeno – hiszpański malarz pochodzący z Walencji.
Pochodził z rodziny o tradycjach artystycznych. Jego ojciec Francisco Vergara, wuj Manuel Vergara, brat Ignacio Vergara i kuzyn Francisco Vergara Bartual byli rzeźbiarzami. Podobnie jak brat zaczął naukę w warsztacie ojca. Jego styl w malarstwie olejnym i freskach ewoluował z późnego baroku do neoklasycyzmu.
Razem z bratem Ignaciem był założycielem Akademii Santa Bárbara w Walencji, która później przekształciła się w Królewską Akademię Sztuk Pięknych San Carlos.